# Sarcophaga sarracenioides
Sarcophaga sarracenioides är en tvåvingeart som beskrevs av Aldrich 1916. Sarcophaga sarracenioides ingår i släktet Sarcophaga och familjen köttflugor. Inga underarter finns listade i Catalogue of Life.